# Pierre Cintas
Pierre Cintas, nacido el 22 de septiembre de 1908 en Tabarka, Túnez y fallecido en París, Francia, el 12 de julio de 1974, es un oficial francés y arqueólogo.

## Biografía
Pierre Cintas, nació el 22 de septiembre de 1908 en Tabarka, Túnez y falleció en París, Francia el 12 de julio de 1974, es un oficial francés y arqueólogo. 
Miembro de la administración aduanera, primero en Argelia de 1929 a 1931, después en Túnez de 1931 a 1946. Comenzó estudios universitarios sobre Historia Antigua y se doctoró en 1947 con una tesis basada en la Arqueología de los amuletos púnicos en la Facultad de Letras de Argelia. Excavó con el doctor Ernest G. Gobert, las tumbas de Jbel Mlezza, en la región de Kerkouane, donde hizo una descripción detallada de la necrópolis y un inventario minucioso de los materiales. También con el doctor Gobert excavó la necrópolis de Smirat. Fue Inspector de Antigüedades de Túnez y director de la misión arqueológica francesa en Túnez desde 1956 hasta 1961.
Ha sido una figura importante en la Arqueología del Norte de África, particularmente de Túnez, especializado en la investigación de la cultura púnica, excavando en Susa, Útica, Cartago y Cabo Bon, Tipasa, descubriendo cuevas púnicas en las zonas cercanas al puerto de Sainte-Salsa. Exploró las costas atlánticas de Marruecos y la costa de Orán. También participó junto a investigadores italianos en las excavaciones de la isla siciliana de  Motia, actualmente isla de San Pantaleón.
Su actividad arqueológica es casi exclusivamente del Norte de África, sobre Túnez y fundamentalmente Arqueología fenicio-púnica:
- Hadrumetum: Las excavaciones del santuario púnico (tofet o tophet) de Susa.
- Tofet  de Salambó o tofet de Cartago: descubrimiento del depósito de fundación, llamada "capilla Cintas", que tiene cierta controversia entre historiadores.

Útica.
- Kerkouane, de la que fue codescubridor con Charles Saumagne.
- Tipasa (Argelia): excavaciones de los enterramientos. Tipasa fue fundada por los fenicios. Después convertida en una colonia romana por el Emperador Claudio. Fue una de las ciudades más importantes del Imperio romano de la actual Argelia, junto con Timgad, Hippo Regius y Djémila.

Para Cintas, la localización de los asentamientos fenicios previos a la fundación de Cartago se podía hacer mediante la prospección desde el mar, atendiendo a la navegación de cabotaje; así los fenicios deTiro habrían establecido numerosos puertos comerciales a lo largo de la costa de Libia y Túnez hasta Útica. Antes que Pierre Cintas, otros investigadores abordaron este tema como Lucien Bertholon y Stéphane Gsell.

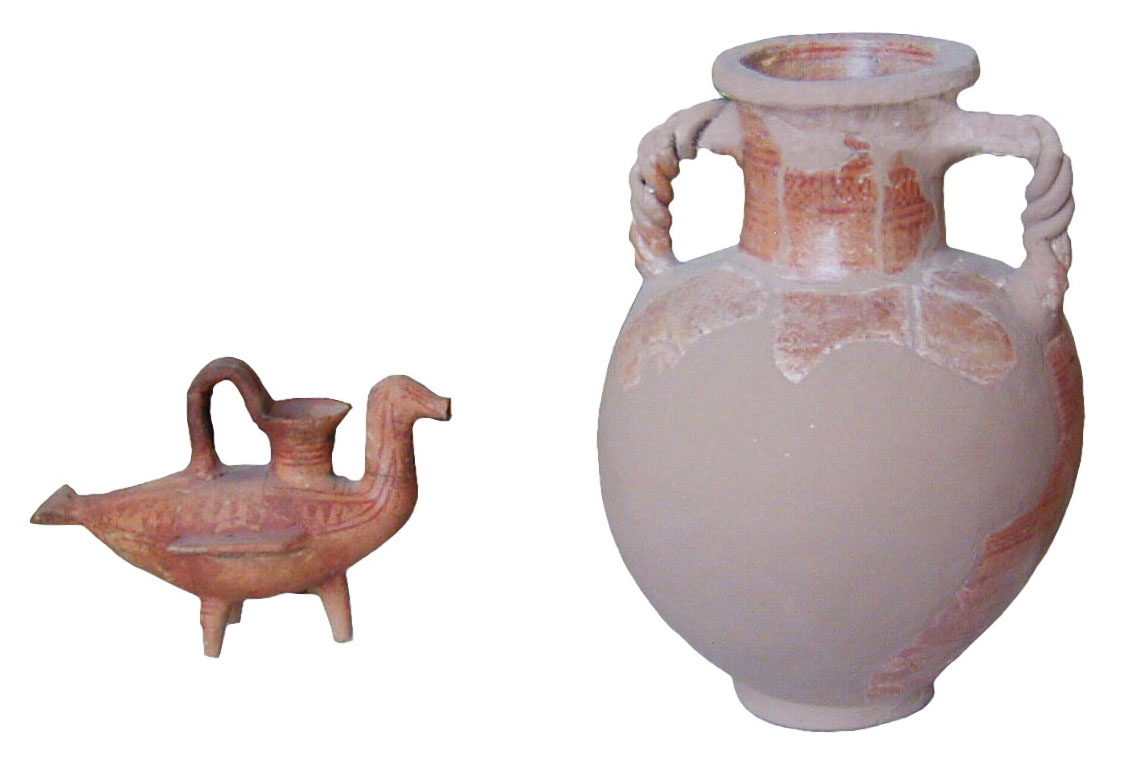
Una parte del mobiliario de la capilla Cintas expuesto en el Museo Nacional de Cartago.

Sobre el tofet de Cartago, también llamado tofet de Salambó, es una antigua área sagrada dedicada a las deidades fenicias Tanit y Baal, ubicada en el barrio cartaginés de Salambó, cerca de los puertos púnicos. El arqueólogo Pierre Cintas efectuó excavaciones sobre el sitio arqueológico y descubrió en 1947 uno de los elementos que planteó en su momento una enorme controversia: el elemento denominado «capilla Cintas» en honor de su descubridor. Rodeado de ladrillo en una cámara de aproximadamente 1 m², lo que fue interpretado como un depósito de fundación que estaba conformado de piezas de cerámica de diversos orígenes del siglo VIII a. C., es decir, el elemento más antiguo de la presencia fenicia en esta región. Estos han sido ampliamente estudiados y se descubrió que fueron colocados en las fisuras en el suelo.
La complejidad de la datación de las cerámicas en particular, manifiestamente egea para una parte de ellas, permitió un fechado menos antiguo que el propuesto por primera vez por Cintas. Pierre Cintas cambió su interpretación del descubrimiento entre su artículo aparecido en la Revue tunisienne en 1948 y titulado «Un sanctuaire précarthaginois sur la grève de Salammbô», donde fecha inicialmente el depósito a fines del II milenio a. C., y el primer tomo de su Manuel d’archéologie punique (pp. 315-324), publicado en 1970, donde lo fecha en la primera mitad del siglo VIII a. C.